# Madona (stacja kolejowa)
Madona (ros. Мадона) – stacja kolejowa w miejscowości Madona, w gminie Madona, na Łotwie. Położona jest na linii Pļaviņas - Gulbene.
Stacja istniała w okresie międzywojennym. Dawniej węzeł kolejowy - rozpoczynała się tu ślepa linia do Lubāny, zlikwidowana po 1991.